# Valdoie
Valdoie (Duits: Wedau) is een gemeente in het Franse departement Territoire de Belfort (regio Bourgogne-Franche-Comté). De plaats maakt deel uit van het arrondissement Belfort. In het Elzassisch of het Duits heette de plaats vroeger Wedau. Valdoie telde op 1 januari 2022 5.193 inwoners.
Valdoie is een voorstad van Belfort.

## Geografie
De oppervlakte van Valdoie bedroeg op 1 januari 2022 4,66 vierkante kilometer; de bevolkingsdichtheid was toen 1.114,4 inwoners per km².
De Savoureuse stroomt door de gemeente.
De onderstaande kaart toont de ligging van Valdoie met de belangrijkste infrastructuur en aangrenzende gemeenten.

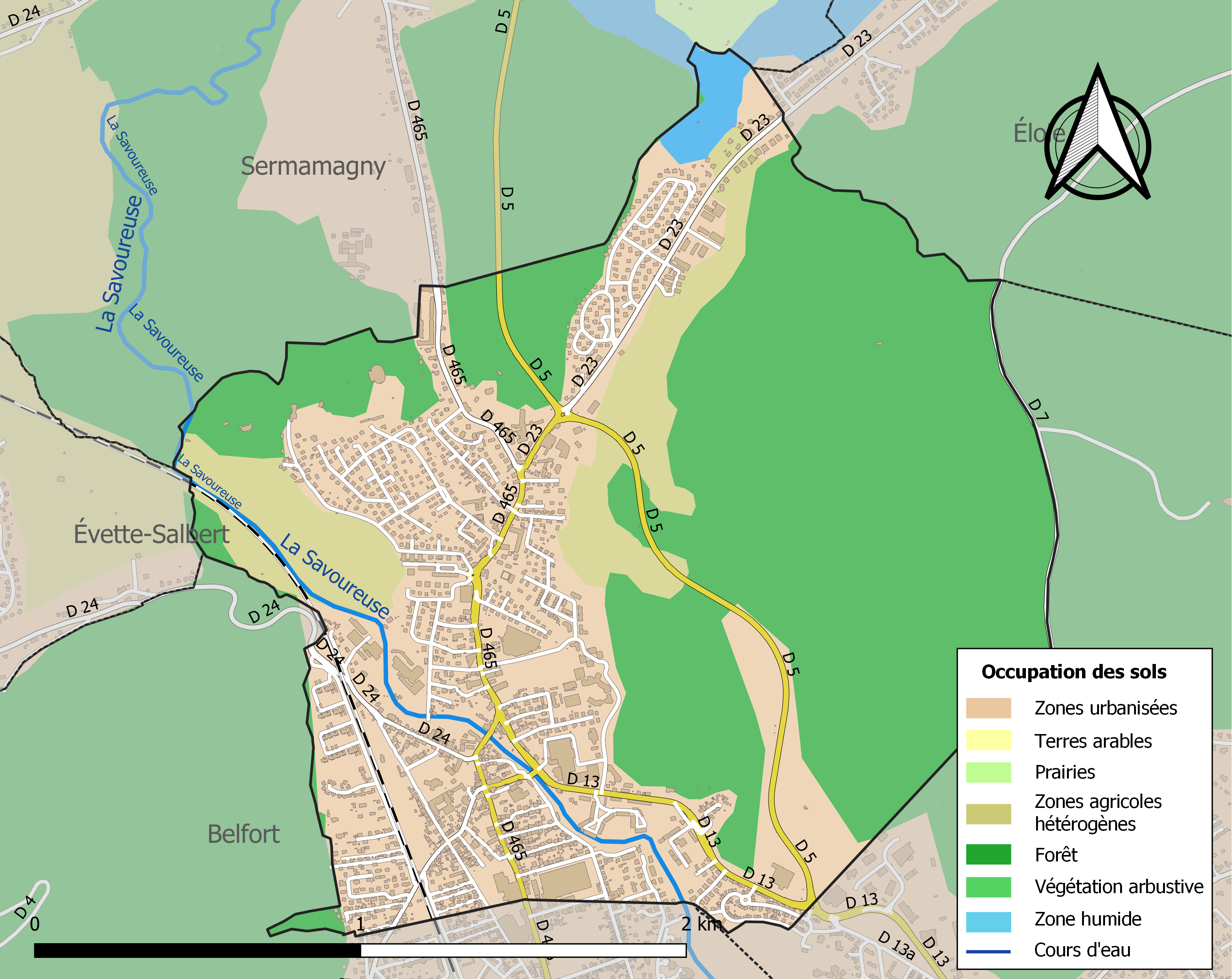

## Demografie
Onderstaande figuur toont het verloop van het inwonertal (bron: INSEE-tellingen).

## Geboren
- André Maschinot (1903-1963), voetballer